# Malaly Dembélé
Malaly Dembélé, né le 17 juin 1997 à Ivry-sur-Seine, est un footballeur français, qui évolue au poste de avant-centre au Sarıyer SK.

## Biographie

### En club
Le 12 mai 2017, il signe son premier contrat professionnel de trois saisons en faveur de l'AS Nancy-Lorraine. Il fait ses débuts avec le club lorrain le 28 juillet 2017 lors de la 1re journée de Ligue 2 en déplacement à Orléans (défaite 3-1), en remplaçant Patrik Eler à la 75e minute. Il marque son premier but en professionnel le 25 octobre 2017, dans le cadre d'une défaite 3-2 sur la pelouse de l'Angers SCO en Coupe de la Ligue.
En mai 2020, il n'est pas prolongé par l'AS Nancy-Lorraine et s'engage pour deux saisons en faveur du Rodez AF, promu en Ligue 2. Au terme de son contrat, il n'est pas prolongé par le club aveyronnais.

### Famille
Il est le frère cadet de Mana Dembélé, footballeur international malien, qui évolue actuellement au poste d'avant-centre au Racing FC Union Luxembourg.

## Statistiques
| Saison                | Club                  | Championnat           | Championnat | Championnat | Championnat | Coupe nationale | Coupe nationale | Coupe nationale | Coupe de la Ligue | Coupe de la Ligue | Coupe de la Ligue | Total | Total | Total |
| Saison                | Club                  | Division              | M.          | B.          | P.d.        | M.              | B.              | P.d.            | M.                | B.                | P.d.              | M.    | B.    | P.d.  |
| 2017-2018             | AS Nancy-Lorraine     | Ligue 2               | 24          | 3           | 0           | 1               | 0               | 0               | 2                 | 1                 | 0                 | 27    | 4     | 0     |
| 2018-2019             | AS Nancy-Lorraine     | Ligue 2               | 22          | 4           | 2           | 4               | 0               | 1               | 1                 | 0                 | 0                 | 27    | 4     | 3     |
| 2019-2020             | AS Nancy-Lorraine     | Ligue 2               | 11          | 0           | 0           | 4               | 1               | 1               | 2                 | 1                 | 0                 | 17    | 2     | 1     |
| Sous-total            | Sous-total            | Sous-total            | 57          | 7           | 2           | 9               | 1               | 2               | 5                 | 2                 | 0                 | 71    | 10    | 4     |
| 2020-2021             | Rodez AF              | Ligue 2               | 32          | 2           | 1           | 1               | 1               | 0               | -                 | -                 | -                 | 33    | 3     | 1     |
| 2021-2022             | Rodez AF              | Ligue 2               | 31          | 2           | 1           | 1               | 1               | 0               | -                 | -                 | -                 | 32    | 3     | 1     |
| Sous-total            | Sous-total            | Sous-total            | 64          | 4           | 2           | 2               | 2               | 0               | -                 | -                 | -                 | 66    | 6     | 2     |
| Total sur la carrière | Total sur la carrière | Total sur la carrière | 121         | 11          | 4           | 11              | 3               | 2               | 5                 | 2                 | 0                 | 137   | 16    | 6     |